# Lectio
La lectio  (la leçon) était une méthode d'enseignement et de recherche dans l'enseignement scolastique des universités médiévales à partir du XIIIe siècle. 
C'était la première tâche d'un maitre d'université et correspondait à une lecture commentée d'un texte de base (ou autoritatif) du programme d'études, ce commentaire visant à éclairer la cohérence du texte et son intelligibilité. La lectio se déroulait en trois phases : une explication littérale du texte (la littera) au moyen de la divisio qui analysait le plan du texte ; une explication du contenu littéral (le sensus) au moyen de l’expositio ; enfin l’explicatio examinait sa signification en contexte (la sententia).
Ainsi la lectio était conçue pour permettre de garantir une compréhension littérale, conceptuelle et doctrinale du texte. On pointait alors des difficultés ou des problèmes à discuter (les dubia), difficultés qui induisirent rapidement un autre procédé d'enseignement bientôt corollaire : la disputatio qui mettait le texte en discussion avec les étudiants afin qu'il se familiarisent à l'art de l'argumentation.